# Rolf Blomberg
Rolf Blomberg (* 11. November 1912 in Stocksund, Schweden; † 8. Dezember 1996 in Quito, Ecuador) war ein schwedischer Forschungsreisender, Sachbuch-Autor, Fotograf und Dokumentarfilmer.

## Leben
1934 reiste Blomberg zum ersten Mal nach Südamerika und besuchte Ecuador und die Galápagos-Inseln. Während des Zweiten Weltkriegs arbeitete er als neutraler Kriegskorrespondent in Indonesien. Er unterstützte Widerstandsorganisationen und half Menschen, die in japanischen Konzentrationslagern festsassen. Nach dem Krieg kehrte Blomberg nach Ecuador zurück, wo er die Huaorani-Indianer besuchte. In der Region von Llanganates scheiterte er mit den Versuchen, den verschollenen Schatz des Inka-Heerführers Rumiñahui zu finden. 1950 entdeckte Blomberg die Kolumbianische Riesenkröte (Bufo blombergi), die als größte Kröte der Welt gilt.
1955 wurde Blomberg Mitglied des Explorers Club in New York. In der Folgezeit trat er den Travellers Clubs von Stockholm, Göteborg und Malmö in Schweden bei. Blomberg war zweimal mit ecuadorianischen Frauen verheiratet, das erste Mal mit Emma Robinson, die 1952 verstarb und das zweite Mal mit der Künstlerin Araceli Gilbert. 1968 siedelte er nach Ecuador über.
Mit seiner Hasselblad-Kamera, die er persönlich von Victor Hasselblad erhalten hatte, machte er mehr als 35.000 Fotos in aller Welt.
Blomberg produzierte 33 Dokumentationen für das Schwedische Fernsehen. Er leitete mehrere Film-Expeditionen nach Ecuador (einschließlich der Galápagos-Inseln), Indonesien, Australien, Kolumbien, Brasilien und Peru. 
Rolf Blomberg verfasste 20 Bücher und Hunderte von Artikeln, die in Magazinen wie Life, Sea Frontiers und National Geographic veröffentlicht wurden. Viele seiner Bücher wurden in andere Sprachen übersetzt, darunter in Spanisch, Englisch, Dänisch, Norwegisch, Russisch, Tschechisch, Polnisch und Deutsch. Drei Viertel seiner Produktionen handeln von der Kultur, Natur und Geschichte Ecuadors.
Blombergs Werke haben viele Sozialwissenschaftler in der gesamten Welt beeinflusst. Seine Berichte über Menschenrechtsverletzungen an ethnischen Gruppen dienten als Inspiration für die Gründung von Organisationen wie Cultural Survival in Cambridge (Massachusetts) und Iwgia in Oslo, die zur Blüte der Sozial- und Kulturwissenschaften in Ecuador beigetragen haben.

## Schriften
- 1939: Underliga människor och underliga djur: strövtåg på Galapagos och i Amazonas
- 1947: Sydvart
- 1949: Vildar: en berättelse om aucaindianerna i Ecuador.
- 1951: Såna djur finns (deutsch: Solche Tiere gibt es, 1957)
- 1952: Ecuador: Andean Mosaic
- 1956: Guld att hämta (deutsch: Anakonda, auf Filmjagd im Urwald Ekuadors und Kolumbiens, 1957)
- 1958: Xavante: från sköna Rio till de dödas flod
- 1964: Människor i djungeln
- 1966: Rio Amazonas
- 1968: América del Sur y Central (mit Jean Dorst) (deutsch: Südamerika und Mittelamerika, 1978)
- 2005: Blomberg Ecuador: Fotografías de Rolf Blomberg, 1934 a 1979 (posthum vom Archivo Blomberg in Quito veröffentlicht)

## Filmografie
- 1954: Anaconda
- 1957: Jangada